# 岩井清祐
岩井 清祐（いわい せいすけ、1957年8月29日 - ）は、日本の実業家。ENEOSグローブ代表取締役社長、日本LPガス協会会長、日本LPガス団体協議会会長。

## 人物・経歴
兵庫県出身。1980年東北大学文学部卒業、日本石油入社。2010年JX日鉱日石エネルギー関東支店長。2014年JX日鉱日石エネルギー常務執行役員秘書室・総合企画部・経理部・ 人事部管掌。2016年JXエネルギー取締役常務執行役員秘書室・総合企画部・経理部・ 人事部管掌に昇格。
2017年からENEOSグローブ代表取締役社長を務め、同年第33代日本LPガス協会会長及び日本LPガス団体協議会会長に就任。2018年にはENEOSグローブ及びアストモスエネルギー、東京ガスリキッドホールディングスの3社で新会社を設立してガスの宅配で業務提携を行うことで合意した。